# خنافس نهمة
الخنافس النهمة أو  الخنافس متعددة الغذاء أو تحت رتبة خنافس بوليفاجا (الاسم العلمي: Polyphaga)، هي رتيبة من الحشرات تتبع رتبة غمديات الأجنحة من طبقة داخليات الأجنحة. وهي أكبر رتيبة في الخنافس وتعتبر الأكثر والأوسع انتشارًا بين أنواع الخنافس وهي تضم 144عائلة في ستة عشر مجموعة (فوق عائلة)، وهي تمثل العدد الاضخم من حيث الخصوصية والتكيف، حيث لها أكثر من 300000 نوع موصوف، وبعبارة أخرى هي تمثل 90% من الخنافس المكتشفة حتى الآن.

## فصائل
- السوسية الحقيقية